# Alfons Knauth
Alfons Knauth (* 9. Februar 1941 in Brühl) ist ein deutscher Romanist.

## Leben
Nach dem Abitur 1960 am Altsprachlichen Gymnasium in Brühl studierte er von 1960 bis 1966 romanische Philologie (bei Karl Maurer, Harri Meier, Wolf-Dieter Stempel, Eugenio Coseriu, Roger Bauer), Religionsphilosophie (bei Joseph Ratzinger und Heimo Dolch) sowie Leibeserziehung an der Universität Bonn (bei Klemens Wildt). Nach der Promotion 1966 bei Harri Meier war er von 1977 bis zur Emeritierung 2006 an der Ruhr-Universität Bochum Professor für Romanische Philologie (Literaturwissenschaft).
Seine Forschungsschwerpunkte sind Beziehungen der europäischen zur außereuropäischen Romania, Antike und Moderne, Interkulturelle Symbolik, Mehrsprachigkeit in Literatur und Medien, Theorie der Interpretation, Gattungsgeschichte und -theorie (Lyrik, Drama, Roman, Chanson, Fabel), nationale und supranationale Identitätsbildung in Europa und in Lateinamerika, Didaktik des kreativen Schreibens in Mutter- und Fremdsprache.

## Schriften (Auswahl)
- Die poetische Bedeutung der Farbe in Verlaines Lyrik. Bonn 1966, OCLC 487933129.
- Invarianz und Variabilität literarischer Texte. Baudelaires Spleen IV und Becketts En attendant Godot. Amsterdam 1981, OCLC 1114813542.
- Literaturlabor – la muse au point. Für eine neue Philologie. Rheinbach-Merzbach 1986, ISBN 3-922584-45-4.